# Rizziconi
Rizziconi là một đô thị ở tỉnh Reggio Calabria trong vùng Calabria, Ý, có cự ly khoảng 80 km về phía tây nam của Catanzaro và khoảng 45 km về phía đông bắc của Reggio Calabria. Tại thời điểm ngày 31 tháng 12 năm 2004, đô thị này có dân số 7.926 người và diện tích là 39,7 km².
Đô thị Rizziconi có các frazioni (các đơn vị cấp dưới, chủ yếu là các làng) Drosi (tiếng Hy Lạp: Drosià), Cirello, Spina, và Russo.
Rizziconi giáp các đô thị: Cittanova, Gioia Tauro, Oppido Mamertina, Rosarno, Seminara, Taurianova.

## Mafia infiltration of city council
The city council of Rizziconi was dissolved in 2001 because of infiltration by the 'Ndrangheta. The town is home to the 'ndrina of Teodore Crea.